# 上绍尔兰县
上绍尔兰县（Hochsauerlandkreis）是德国北莱茵-威斯特法伦州面积最大的县，位于该州东南部，隶属于阿恩斯贝格行政区，得名于绍尔兰地区，首府梅舍德。

## 地理
上绍尔兰县西面与梅基施县，北面与瑟斯特县和帕德博恩市，东北面与赫克斯特县，东面与黑森州的瓦尔代克-弗兰肯贝格县，南面与锡根-维特根施泰因县和奥尔珀县相邻。鲁尔河发源于该县的温特贝格以北。